# Caacupé
Caacupé este un oraș din departamentul Cordillera, Paraguay.